# Pretoriaanse prefectuur van Gallië

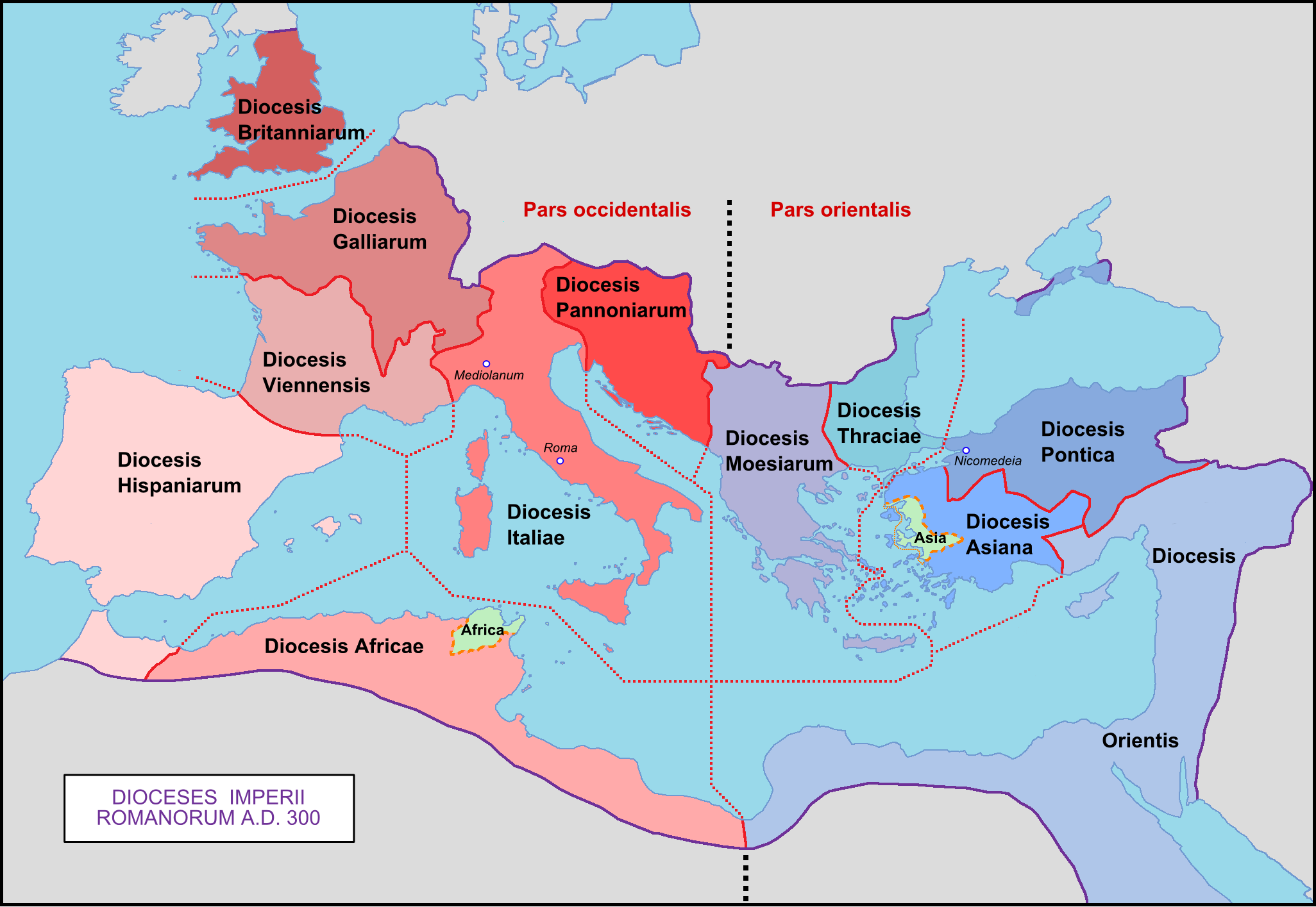
Evolutie van de prefectuur

De pretoriaanse prefectuur van Gallië, of in het Latijn praefectura praetorio Galliarum, is een van de vier pretoriaanse prefecturen in de late oudheid.
De prefectuur werd in 337 na de dood van keizer Constantijn de Grote ingesteld en omvatte Britannia, Gallië, Viennensis en Hispania (inclusief Mauretania Tingitana). De hoofdstad was Augusta Treverorum. Rond 395 werden de Romeinse provincies herschikt en werd de hoofdstad verplaatst naar Arelate.
De titel van praefectus praetorio per Gallias werd toegewezen tot net na de Val van het West-Romeinse Rijk. In werkelijkheid scheurden Britannia en Hispania zich af in 410 en in 461 ontstond het Gallo-Romeinse Rijk. De Septem Provinciae of het diocees Viennensis werd verdeeld onder de Bourgonden en Visigoten.

## Lijst van depraefectus praetorio per Gallias

### Vierde eeuw
- Junius Annius Bassus (318-331)
- C. Caelius Saturninus (331-335)
- C. Annius Tiberianus (335-337)
- Aurelius Ambrosius (337-340)
- Aconius Catullinus (341, onzeker)
- Fabius Titianus (342-350)
- Vulcacius Rufinus (353-354)
- Gaius Ceionius Rufius Volusianus Lampadius (354-355)
- Honoratus (355-357)
- Flavius Florentius (c. 357-360)
- Nebridius (360-361)
- Decimius Germaniacus (361)
- Sallustius (in 363)
- Sextus Claudius Petronius Probus (366)
- Vulcacius Rufinus (2nd term, (366-368)
- Viventius (368-371)
- Maximinus (371-376)
- Flavius Claudius Antonius (376-377)
- Ausonius (377-378, coprefect vanaf 376)
- Siburius (378-382)
- Mallius Theodorus (382-383)
- Evodius (c. 384-386)
- Constantinianus (389)
- Neoterius (390)
- Hilarius (396)
- Theodorus (396/397)
- Flavius Vincentius (397-400)

### Vijfde eeuw
- Andromachus (c. 401)
- Claudius Postumus Dardanus (1st term, c. 402)
- Romulianus (404-405)
- Petronius (402-408) - verplaatst in 407 de hoofdstad naar Arelate
- Limenius (408) - vermoord te Ticinum (Pavia)
- Apollinaris (408)
- Decimus Rusticus (409-411)
- Claudius Postumus Dardanus (tweede maal, 412-413)
- Vicentius (413)
- Iulius (c. 414)
- Flavius Julius Agricola (416-418)
- Exuperantius (421-424)
- Amatus (c. 425)
- Flavius Aetius (426-c. 427)
- Auxiliaris (435-437)
- Avitus (c. 439)
- Florentius (439)
- Caecina Decius Aginatius Albinus (440)
- Marcellus (c. 441-445)
- Tonantius Ferreolus (450/451-453)
- Priscus Valerianus (voor 456)
- Paeonius (456-458)
- Magnus (459-460)
- Arvandus (461-465, 467-468)
- Flavius Magnus (469)
- Magnus Felix (c. 470)
- Eutropius (c. 471)
- Polemius (475-na 477)